# 迎江乡
迎江乡，是中华人民共和国四川省乐山市夹江县曾经下辖的一个乡。2019年9月，撤销南安乡、龙沱乡和迎江乡，将其所属行政区域划归木城镇管辖。

## 行政区划
迎江乡撤销前下辖以下地区：
群星村、郭坪村、双鱼村、双龙村、东岳村、大桥村、黄祠村、石香村、古埝村、大兴村和师坝村。